# 皮尔巴赫
皮尔巴赫是奥地利上奥地利州弗赖施塔特县的一个市镇。总面积22.7平方公里，总人口989人，人口密度43.6人/平方公里（2005年）。